# Borsxevoie
Borsxevoie (en rus: Борщевое) és un poble de l'óblast de Tambov, a Rússia, segons el cens del 2010 tenia 761 habitants.